# Giờ ở Thổ Nhĩ Kỳ
| Xanh dương nhạt | Giờ Tây Âu (UTC+0)                                               |
| xanh dương      | Giờ Tây Âu (UTC+0) Giờ mùa hè Tây Âu (UTC+1) Giờ mùa hè Anh Quốc |
| nâu             | Giờ Trung Âu (UTC+1) Giờ mùa hè Trung Âu (UTC+2)                 |
| kaki            | Giờ Đông Âu (UTC+2) Giờ mùa hè Đông Âu (UTC+3)                   |
| vàng            | Giờ Kaliningrad (UTC+2)                                          |
| lục nhạt        | Giờ Viễn đông châu Âu/ Giờ Moskva (UTC+3)                        |

|  | UTC+02:00           | Giờ chuẩn Ai Cập                                                                                                   |
|  | UTC+02:00 UTC+03:00 | Giờ Đông Âu / Giờ chuẩn Israel / Giờ chuẩn Palestine Giờ mùa hè Đông Âu / Giờ mùa hè Israel / Giờ mùa hè Palestine |
|  | UTC+03:00           | Giờ Thổ Nhĩ Kỳ Giờ chuẩn Ả Rập                                                                                     |
|  | UTC+03:30           | Giờ chuẩn Iran |
|  | UTC+04:00           | Giờ chuẩn Vùng Vịnh                                                                                                |

Giờ ở Thổ Nhĩ Kỳ sử dụng múi giờ UTC+03:00, hay còn được gọi là Giờ Thổ Nhĩ Kỳ (TRT) (Tiếng Thổ Nhĩ Kì: Türkiye Saati). Múi giờ này cũng được sử dụng cho Giờ chuẩn Ả Rập và Giờ Moskva. TRT được chính phủ Thổ Nhĩ Kỳ đưa vào sử dụng vào ngày 8 tháng 9 năm 2016. Giờ này cũng từng được đưa vào sử dụng ở Bắc Síp cho đến khi được thay thế trở lại sử dụng Giờ Đông Âu (ETT) vào tháng 10 năm 2017.
Vào một số mùa (từ tháng 3 đến tháng 10), Giờ Thổ Nhĩ Kỳ đi trùng thời gian với Giờ mùa hè Đông Âu. Định danh múi giờ IANA cho Thổ Nhĩ Kỳ là Europe/Istanbul.

## Lịch sử
Cho đến năm 1927, "Giờ Thổ Nhĩ Kỳ" (hay giờ alla turca hoặc giờ ezânî) dùng để chỉ hệ thống cài đặt đồng hồ ở 12:00 nửa đêm vào lúc hoàng hôn. Hệ thống này đòi hỏi phải điều chỉnh đồng hồ hằng ngày, mặc dù các tháp đồng hồ chỉ được đặt lại hai hoặc ba lần một tuần, và thời gian chính xác sẽ bị thay đổi tùy theo các vị trí khác nhau, phụ thuộc vào vĩ độ và kinh độ.
Một ngày được chia thành 2 chu kỳ 12 tiếng, trong đó 12:00 giờ thứ hai xảy ra vào lúc "mặt trời mọc trên lý thuyết." Trên thực tế, đường sắt Thổ Nhĩ Kỳ sử dụng cả 2 loại giờ, Giờ Thổ Nhĩ Kỳ (cho lịch trình công cộng) và Giờ mùa hè Đông Âu (cho lịch trình tàu thực tế), trong khi các đường dây điện báo chính phủ lại sử dụng Giờ St. Sophia (tức là giờ Paris + 1:47:32) để gửi điện tín quốc tế.
Từ năm 1927 đến năm 2016, Thổ Nhĩ Kỳ sử dụng Giờ Đông Âu (EET) vào mùa đông (UTC+02:00) và Giờ mùa hè Đông Âu (EEST) vào mùa hè (UTC+03:00). Ngày chuyển giao giữa giờ tiêu chuẩn và giờ tiết kiệm ánh sáng ban ngày thường tuân theo các quy định của EU nhưng có sự thay đổi trong một số năm.
Vào năm 2016, quyết định duy trì UTC+03:00 trong suốt cả năm được ban hành. Tuy nhiên, vào tháng 10 năm 2017, chính phủ Thổ Nhĩ Kỳ thông báo rằng bắt đầu từ ngày 28 tháng 10 năm 2018, nước này sẽ quay trở lại EET, nhưng quyết định đột ngột này đã bị hủy bỏ vào tháng 11 năm 2017. Vào tháng 10 năm 2018, sắc lệnh của tổng thống Thổ Nhĩ Kỳ tuyên bố rằng UTC+03:00 sẽ vẫn là múi giờ cố định quanh năm của đất nước.
Ngày nay, trong mùa hè, giờ TRT sẽ trùng với EEST (Giờ mùa hè Đông Âu), trong khi đi trước EET (Giờ Đông Âu) một giờ vào mùa đông và một nửa số mùa khác.

## Chỉ trích
Sự thay đổi múi giờ vào ngày 8 tháng 9 năm 2016 đã đón nhận nhiều chỉ trích. Trong khi một số nhà phê bình cho rằng sự thay đổi này giúp tiết kiệm chi phí thì một số nhà phê bình khác cho rằng sự thay đổi này lại là một sự lãng phí. Một số phê bình khác còn cho rằng, thay đổi này sẽ tạo ra các vấn đề về tâm lý và an ninh, và sẽ chỉ mang lại lợi ích cho các công ty điện lực.